# ペネロピ・フィッツジェラルド
ペネロピ・フィッツジェラルド（Penelope Fitzgerald（旧姓Knox）1916年12月17日 – 2000年4月28日 ）は、イギリス人小説家、詩人、エッセイスト、伝記作家である。
オックスフォード大学のサマーヴィル・カレッジで学んだ。
1979年にブッカー賞、1997年に全米批評家協会賞を受賞した。
作品『ブックショップ』は2017年に『マイ・ブックショップ』として映画化された。

## 受賞歴
- ブッカー賞　1979年 （Offshore（『テムズ河の人々』）に対して）
- 全米批評家協会賞小説部門　1997年 （The Blue Flowerに対して）

## 著書

### 伝記
- en:Edward Burne-Jones（エドワード・バーン＝ジョーンズ） (1975)
- The Knox Brothers (1977)
- en:Charlotte Mew and Her Friends: With a Selection of Her Poems (1984)

### 小説
- The Golden Child (1977)
- en:The Bookshop（『ブックショップ』） (1978)（ブッカー賞最終候補作）
- Offshore（『テムズ河の人々』） (1979)
- Human Voices (1980)
- At Freddie's (1982)
- Innocence (1986)
- The Beginning of Spring (1988)（ブッカー賞最終候補作）
- The Gate of Angels (1990)（ブッカー賞最終候補作）
- The Blue Flower (1995)

### 短編
- The Means of Escape (2000)

## 日本語訳された作品
- 『テムズ河の人々』ダウンタウン・ブックス、青木由紀子訳、晶文社、1981年
- 『ブックショップ』ハーパーコリンズ・フィクション、山本やよい訳、ハーパーコリンズ・ジャパン、2019年